# Het mini-mierennest
Het mini-mierennest is het eenenzeventigste stripverhaal uit de reeks van Suske en Wiske. Het is geschreven en ook nog deels getekend door Willy Vandersteen. 
Het werd gepubliceerd in De Standaard en Het Nieuwsblad van 24 maart 1967 tot en met 4 augustus 1967.  De eerste albumuitgave in de Vierkleurenreeks was in november 1967, met nummer 75.

## Personages
- Suske, Wiske, Lambik, tante Sidonia, Jerom professor Barabas, stuurman, Jakke, kapitein Kwovadis (Quo vadis), Loumba en Amalia, Sitting Chief en Pin-Hu-Pe, Rajam en Kala en hun heilige koe, Rebecca en haar man (Israëlieten), Ben Amaij en zijn vrouw (Arabieren), Kwancy Nang en haar man, internationaal spion, wapenhandelaar, piloten, pers

## Het verhaal
De vrienden willen een reisje maken met de boot van professor Barabas. De stuurman weigert dit, omdat hij een zeemonster heeft gezien. Jakke wil de boot wel besturen. In het Kanaal botst de boot inderdaad tegen het “zeemonster” en zinkt. Tante Sidonia wordt per ongeluk in het “zeemonster” gegooid. Lambik ontwaakt de volgende dag met Jerom op een rubberbootje, nadat ze een slaapmiddel hebben gedronken. Ze zien een soort vliegdekschip en gaan aan boord van het schip van kapitein Kwovadis; van verschillende bevolkingsgroepen van de wereld zijn hier mensen aan boord. Kapitein Kwovadis verwacht dat de wereld snel zal vergaan door vuur en hij heeft daarom een moderne versie van  de ark van Noach gebouwd. De mensen die nu aan boord zijn, zijn daar niet vrijwillig; er is een stroom op het schip die iedereen beïnvloedt en als iemand vertrekt, zal de boot ontploffen.
Jakke wordt door een koopvaardijschip opgepikt en staat de pers te woord. Het nieuws verspreidt zich over de wereld en al snel wordt het schip ontdekt op zee. Kapitein Kwovadis beschikt over een schuimwapen en verslaat een eskader vliegtuigen en een slagschip. Ze ontsnappen door de boot over een eiland]lte vervoeren maar varen in de baai tegen een mijn. Als de boot dreigt te zinken, besluit Kwovadis de stroom uit te schakelen zodat de mensen van boord kunnen gaan. Ze ontsnappen op een vlot, maar Kwovadis blijft aan boord en Jerom gaat hem achterna. Het vlot bereikt een eiland en de mensen moeten daar noodgedwongen met elkaar samenleven, 
Jerom heeft het schip van Kwovadis niet meer kunnen vinden. De onderlinge verschillen leiden al snel tot discussies en tante Sidonia besluit in te grijpen. Professor Barabas zegt de mensen dat ze een gezamenlijke leider moeten kiezen en al snel loopt Lambik met een eigen verkiezingsbord rond.
Lambik praat op iedereen in, maar door zijn lovende woorden over vrouwen wordt tante Sidonia als president verkozen. Professor Barabas wordt minister van comfort, Lambik is minister van welvaart en Jerom is de mini-politie en veiligheidsdienst van het eiland. Dan ontdekken de vrienden levende planten en ze komen Kwancy Nang te hulp als die vertelt dat er ook bij hen levende planten aanvallen. Als de vrienden aankomen, is de plant al verslagen. De plant is door een harpoen van een onderwatergeweer geraakt. Suske vraagt zich af of er nog andere mensen op het eiland wonen. 
Sitting Chief ontdekt goud en geeft dit weg, waardoor ruilhandel ontstaat, en er ontstaat ruzie tussen hem en Rajam om de heilige koe. Net voordat hierdoor een oorlog begint blijkt het goud te zijn verdwenen, maar dan horen de vrienden dat professor Barabas wordt aangevallen door een groep planten. De planten worden verslagen en de mensen leven nu vreedzaam samen. Tante Sidonia is echter bang dat er petroleum of erts gevonden zal worden, waardoor er opnieuw ruzie zal ontstaan.
Lambik besluit auto’s te bouwen en Suske en Wiske komen met een wagentje in zee]l terecht. Als ze aangevallen worden door een haai, worden ze net op tijd gered door een harpoen. Tante Sidonia gooit een fles met een briefje in zee en deze wordt gevonden door een internationaal opererende spion. Die leest dat er geen oorlog is en geeft alles door aan zijn baas, die handelt in tweedehands wapens. Hij geeft een groep piloten opdracht het mini-mierennest uit te roeien. 
Op het eiland heeft professor Barabas een tv gemaakt, ook is er alvast een operatietafel gemaakt voor slachtoffers die met de auto bergafwaarts rijden en in zee komen. Maar dan is er een enorme aardschok waardoor een deel van het eiland in zee verdwijnt, Jerom kan Rajam en Kala (en hun koe) nog net op tijd redden. Lambik, Suske en Wiske en Jerom gaan met een heteluchtballon op zoek naar hulp maar worden door vliegtuigen aangevallen. Ze kunnen het eiland nog waarschuwen voor de aanval, maar komen op een rots in zee terecht. Wiske loopt ernstige verwondingen op en Jerom wordt geraakt door een pijl met verdovingsmiddel.
Met een maquette weet professor Barabas het eiland te beschermen tegen de bommen. Als Jerom ontwaakt, gaat hij op zoek naar hulp en op zee ziet hij een bootje. De mensen van het mini-mierennest zijn aan boord en halen de vrienden weer naar het eiland. Door een geheimzinnig briefje wisten ze dat de vrienden op de rots in zee waren beland. Ze volgen geheimzinnige voetsporen en zien dan dat de ark van kapitein Kwovadis in een baai ligt. Kwovadis vertelt dat hij met opzet verdween, zodat de mensen konden bewijzen dat vreedzaam samenleven echt mogelijk is. Kwovadis heeft wel stiekem wat hulp verleend en wil iedereen nu naar huis laten gaan, want het eiland zal helemaal in zee verdwijnen. Kwovadis laat een duif los, deze komt terug met een krant. Er staat veel nieuws in over de oorlogen die nog altijd over de hele wereld worden uitgevochten. Kwovadis is verdrietig en zegt dat de wereld nog steeds zal vergaan door het vuur, de vrienden zullen altijd welkom zijn op zijn ark om aan het geweld te ontsnappen. 
De vrienden worden opgepikt door een schip en ze worden door de pers ondervraagd op weg naar huis, terwijl Kwovadis naar Kaap de Goede Hoop afreist.

## Achtergronden bij het verhaal
- Het verhaal is, behalve op het bijbelse verhaal over de Ark van Noach, ook gebaseerd op de roman Het geheimzinnige eiland (1877) van Jules Verne.
- De naam Kwovadis is afgeleid van de Latijnse standaarduitdrukking Quo vadis, die "waar ga je heen/naartoe?" betekent.
- Met het personage kapitein Kwovadis wordt ook verwezen naar kapitein Nemo uit een andere zeer beroemde roman van Verne, 20.000 mijlen onder zee.
- In het bijbelverhaal komt de duif van de ark van Noach terug met een takje waardoor de mensen weten dat het water zich teruggetrokken heeft; daarentegen komt de duif in Het mini-mierennest juist niet met goed nieuws terug.
- Tante Sidonia draagt een minirokje als ze presidente van het mini-mierennest is, ze besteedt in het hele album ook veel aandacht aan haar uiterlijk. De minirok was nog vrij nieuw (en controversieel) toen dit verhaal gepubliceerd werd.
- In het verhaal wordt ook nog verwezen naar Charles de Gaulle, die toen president van Frankrijk was.